# 有限效果论
有限效果論是一种在20世纪40年代根据当时的社会调查提出的理论，认为传媒并非可以如当时流行的学说（如魔弹理论）所言，能通过媒体的大规模宣传改变大多数人的观点。有限效果论认为，人们会根据他们已有的价值观体系筛选来自不同媒体的信息，媒体提供的信息只能强化他们已有的观点。目前主流的媒体学说融合了大规模媒体宣传理论和有限效果理论。